# برق شکسته‌فاز

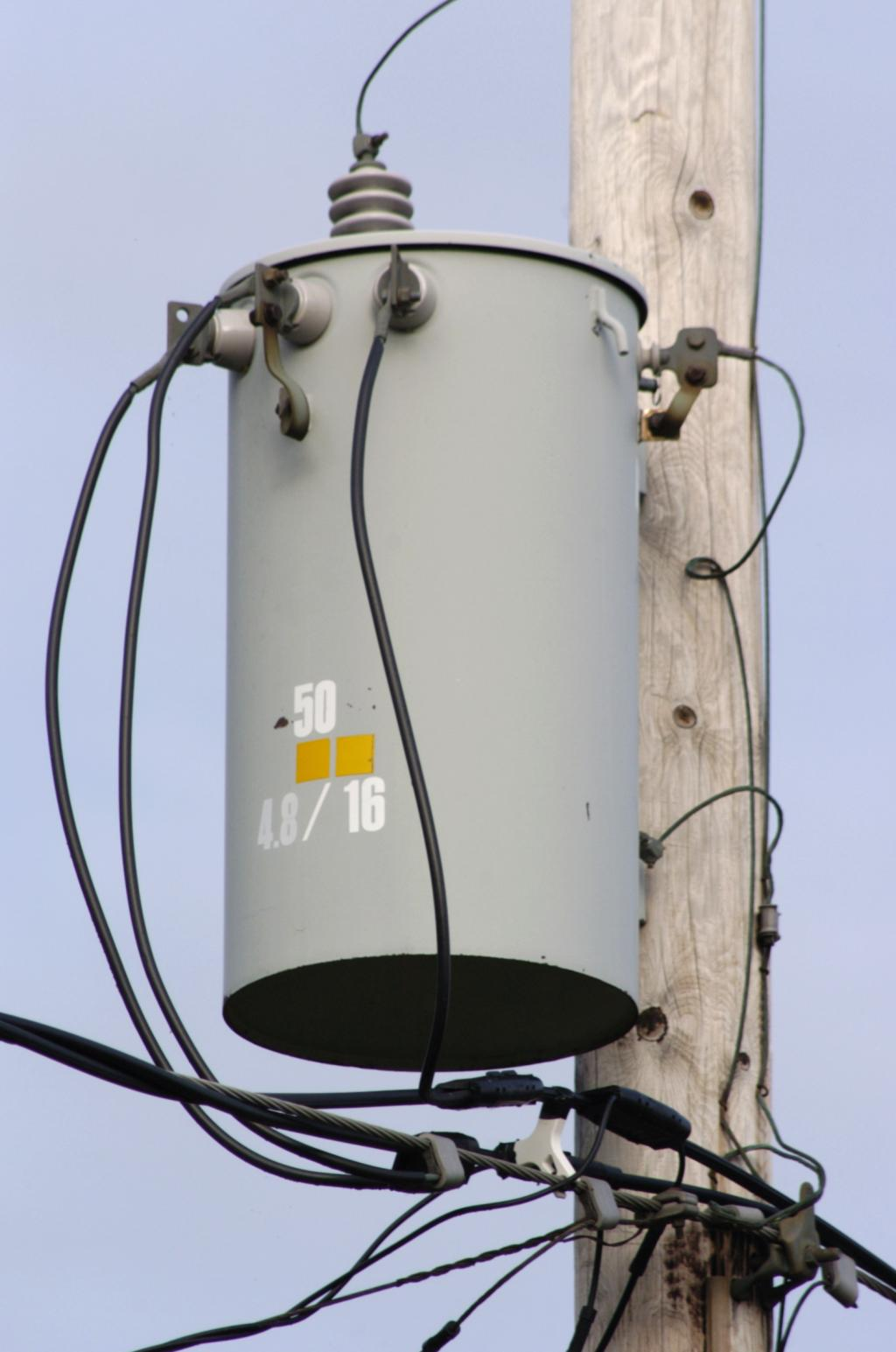
ترانسفورماتور تک‌فاز با ثانویه سه سیمه با سر وسط (شکسته-فاز)

برق شکسته‌فاز یا برق اسپلیت-فاز (به انگلیسی: Split-phase electric power) یا سه سیمه، نوعی برق تک‌فاز است که در شبکه توزیع برق استفاده می‌شود. این سیستم جریان متناوب، معادل سیستم جریان مستقیم سه سیمه ابداع شده توسط ادیسون است. مزیت اصلی آن این است که باعث صرفه‌جویی در رسانای مصرفی نسبت به یک سیستم تک-فاز تک-انتهایی می‌شود، در حالی که در سمت تغذیه ترانسفورماتور توزیع فقط به برق تک‌فاز نیاز دارد.